# AN/SPQ-9
AN/SPQ-9A (іноді вимовляється як «spook nine» - шпигун, привид) — це багатоцільовий надводний радар для пошуку та керування вогнем ВМС США, який використовується з системою керування вогнем Mk-86 (MK86 GFCS). Це двовимірний радар для наземного пошуку, тобто він забезпечує лише дальність і пеленг, але не висоту. Він призначений головним чином для виявлення та супроводу цілей на рівні моря, на поверхні води для ведення вогню або навігації. Однак він також може виявляти та відстежувати повітряні цілі низької висоти (нижче 609,6 метра (2000 футів)).

## Сервіс

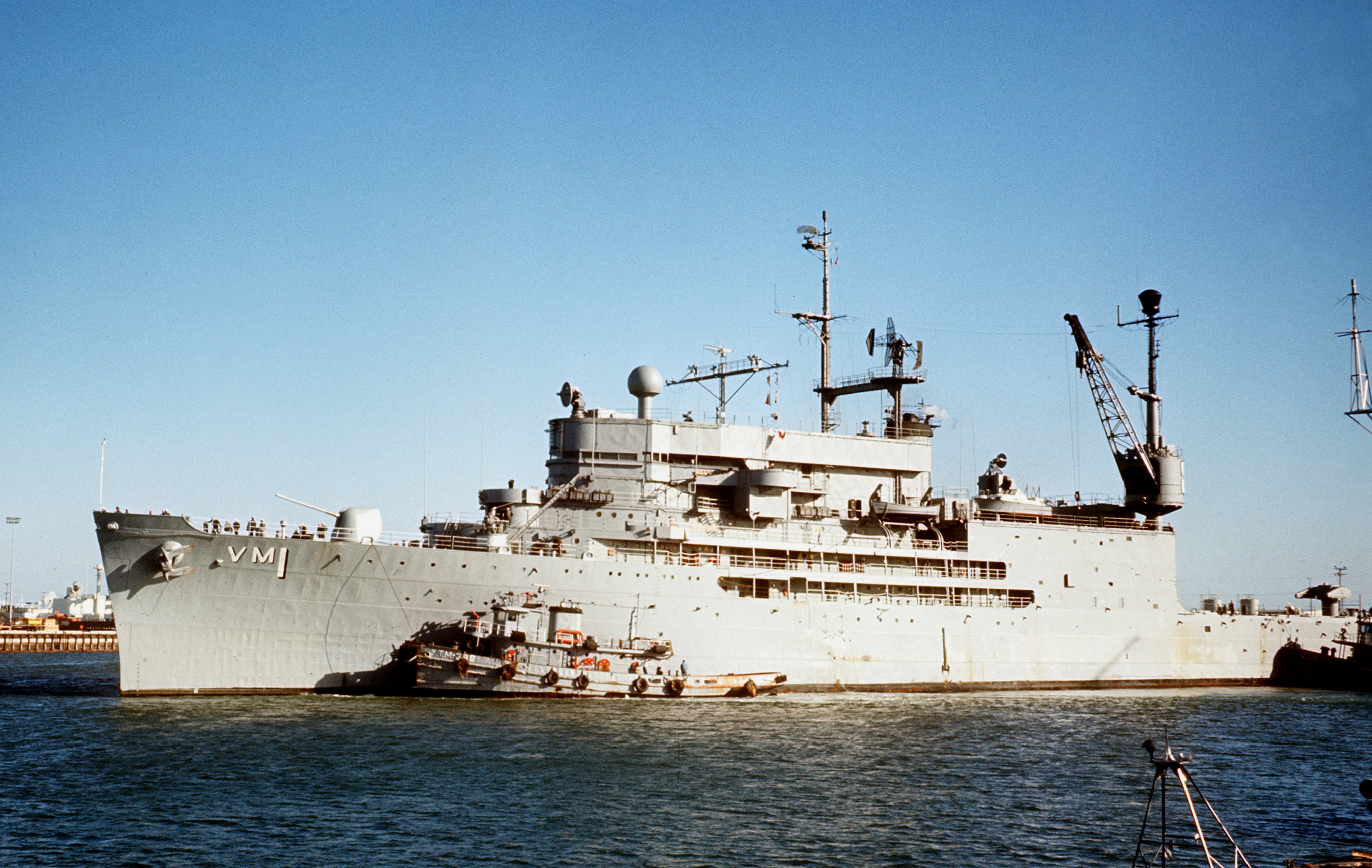
Norton Sound під час випробувань Mk-86 з AN/SPQ-9

Спочатку радар був випробуваний на USS Norton Sound (AVM-1), потім також був розгорнутий на кораблях : есмінцях типу «Spruance», «Kidd», «Arleigh Burke», крейсерах типу «Тікондерога», «Каліфорнія», «Вірджинія», десантних кораблях типу «Тарава» та катерах національної безпеки типу «Ледженд» Берегової охорони Сполучених Штатів. Він був встановлений на есмінцях ВМС «Лютьєнс» в рамках модернізації Type 103B у 1980-х роках.

## SPQ-9B
SPQ-9A замінюється на всіх крейсерах типу «Тікондерога» та есмінцях типу «Арлі Берк» на SPQ-9B, який забезпечує вдвічі більшу дальність і покращену роздільну здатність. Ця заміна виконується в рамках програми модернізації крейсерів ВМС США з метою подовження терміну служби існуючих кораблів. Новий SPQ-9B стане частиною комп’ютерної системи гармати Mk 160 Mod 11 системи озброєння Mk 34 Gun Weapon System. Перша експлуатаційна оцінка SPQ-9B була проведена на USS Oldendorf (DD-972) у жовтні 2002 року. Він буде встановлений на кораблі класів CVN-68, LPD-17, CG-47, WMSL-750, LHD-1 і LHA-6. Система X-діапазону, та антена складається з подвійних планарних решіток, встановлених одна до одної під обтічником. На есмінці Flight III DDG-51 також планується монтувати SPQ-9B.